# Zatar

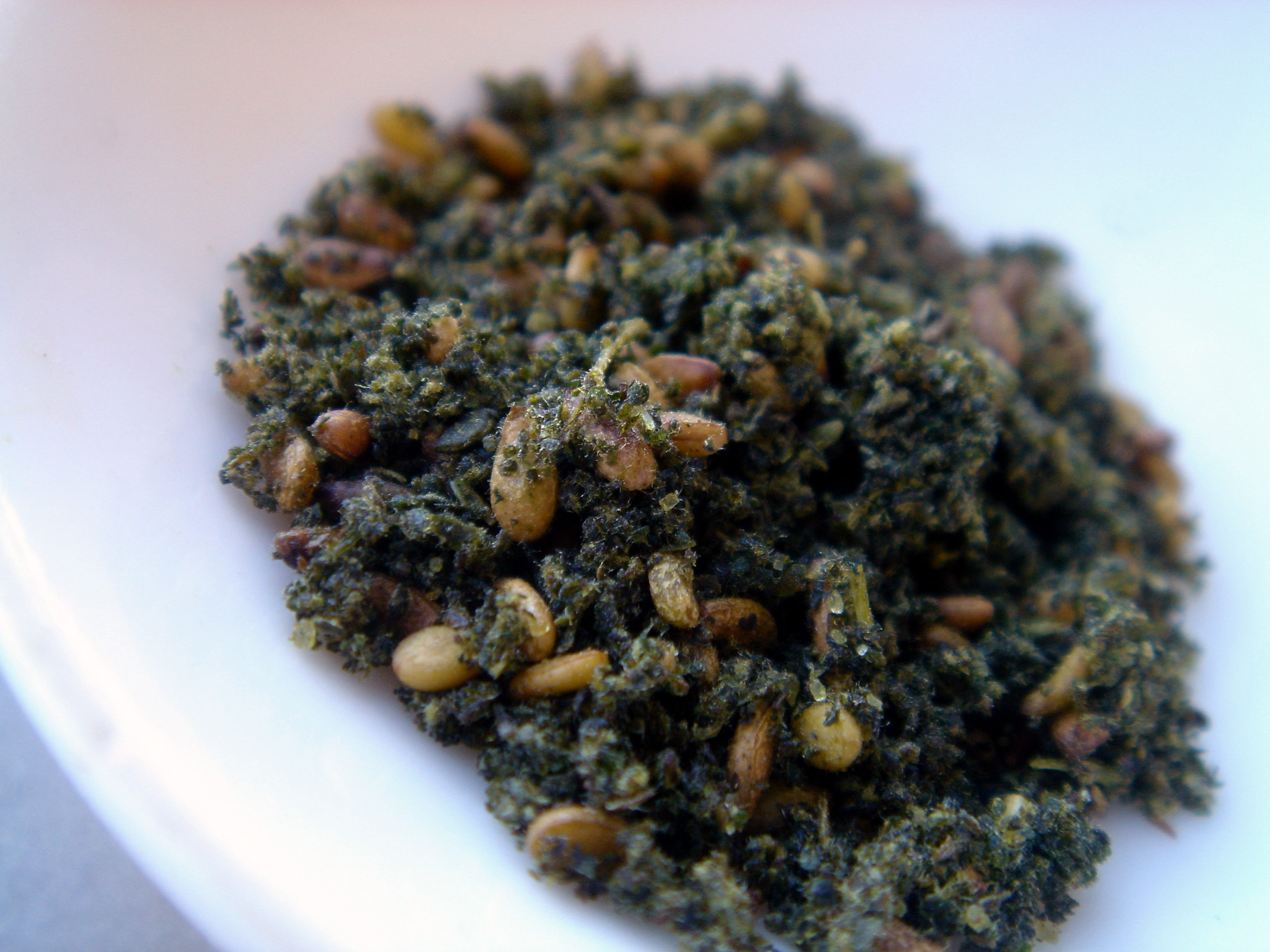
Zatar- amestec

Zatar (arabă زعترزعتر, Za ' tar, Za'atar, Zahtar , sau Satar) este denumirea unui amestec de condimente din Africa de Nord, Orientul Mijlociu și Turcia.
Tradițional, zatar se amesteca cu ulei de măsline si înainte de coacere se unge pe o lipie. Zatar este folosit, de asemenea,  si pentru carne si ca sos pentru pâine și alte produse alimentare.

## Compoziție

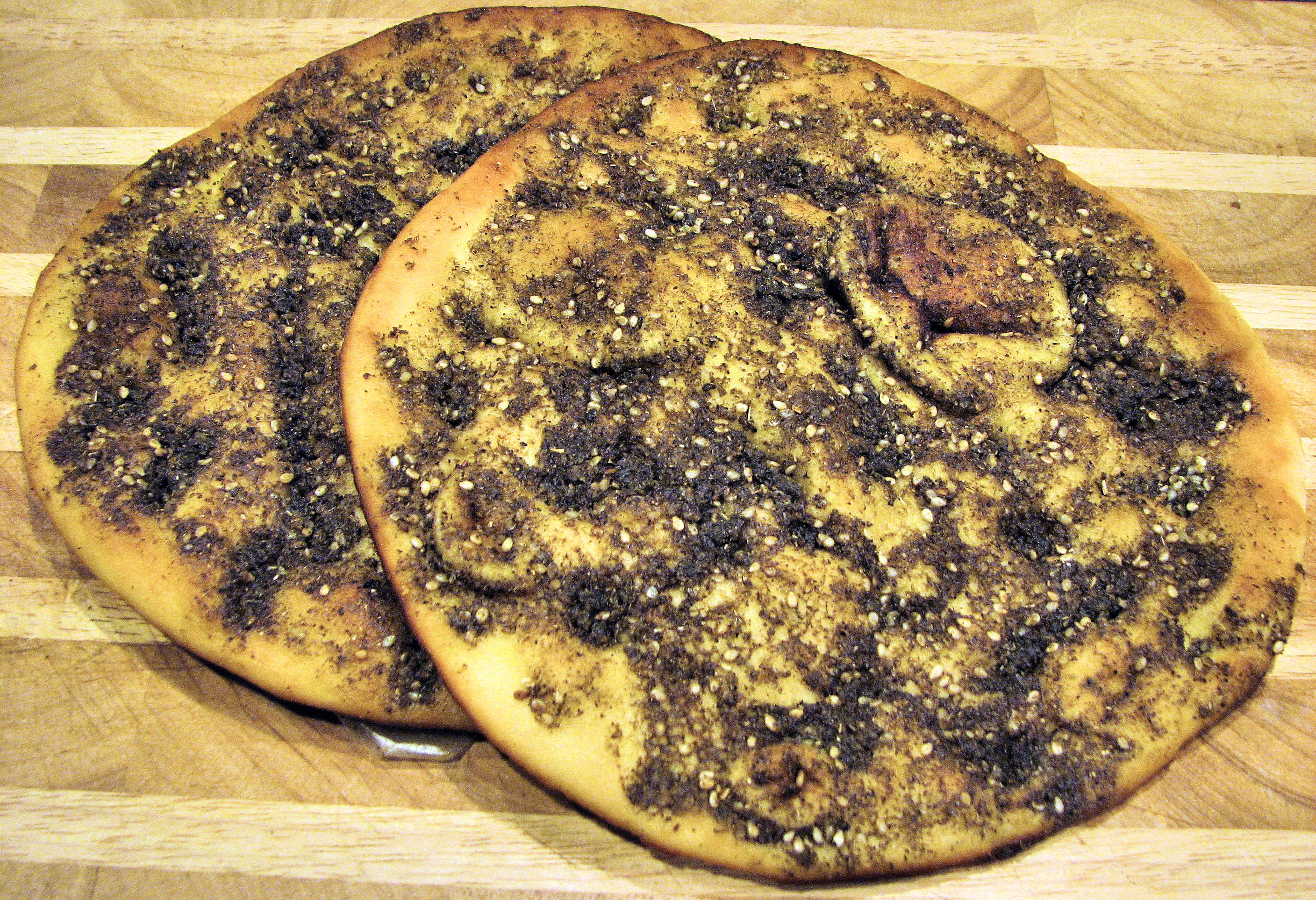
Zatar pe lipie

Zatar este numele arab pentru cimbru sălbatic, care este folosit ca ingredient principal al amestecului. Pe lângă cimbru sunt folosite frunzele uscate de la Origanum syriacum sau thymbra capitata, gustul amintind de oregano.
Rețeta de bază pentru amestecul de condimente are drept componente numitul zatar, sumac, semințe de susan prăjite și sare. În funcție de pregătire, în Alep Thymbra  din Siria și Liban, pot fi adăugate alte ingrediente, condimente precum coriandru, anason și fenicul, semințe de floarea soarelui și nuci.